# Pomnik Jana Pawła II w Leżajsku

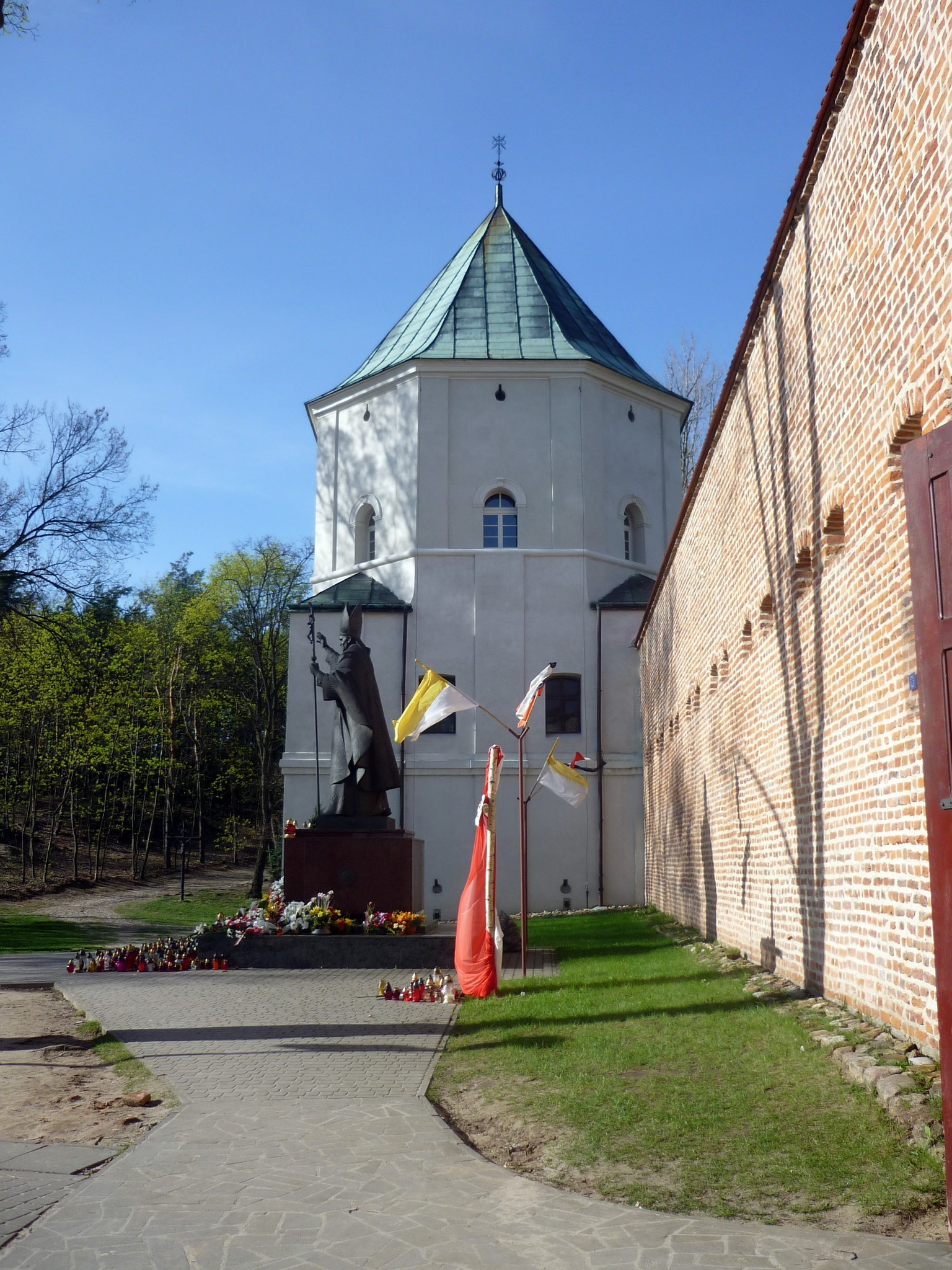

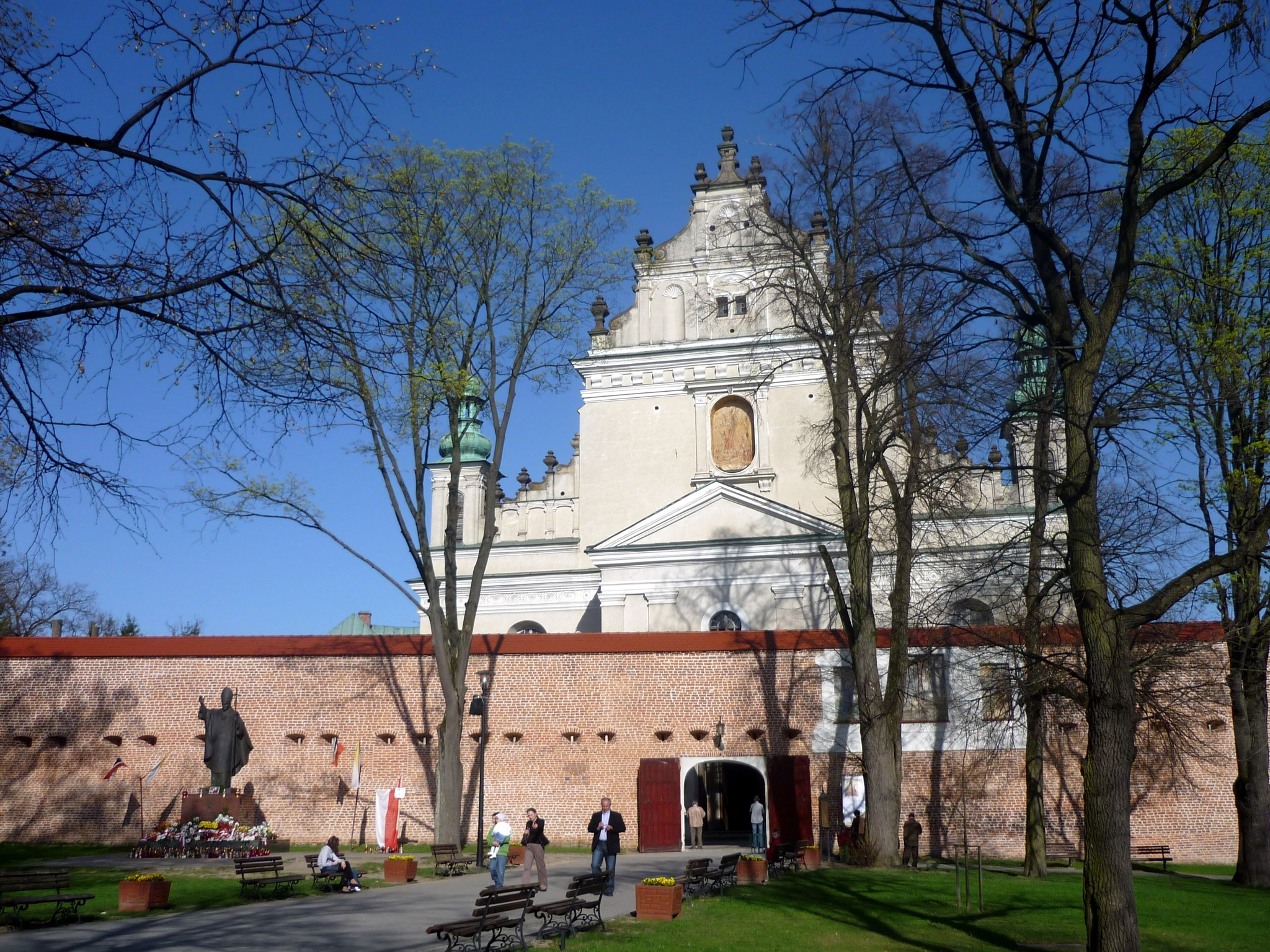

Pomnik Jana Pawła II w Leżajsku – znajduje się na placu Jana Pawła II w Leżajsku, przed bazyliką Zwiastowania Najświętszej Maryi Panny.
Inicjatorami wzniesienia pomnika papieża Jana Pawła II było Stowarzyszenie Promocji Ziemi Leżajskiej „Milenium”, a wiązało się to z Wielkim Jubileuszem Roku 2000. Projekt pomnika został zamówiony przez opiekujących się sanktuarium oo. bernardynów u Mariana Koniecznego. Artysta przedstawił Jana Pawła II w jednym z najbardziej typowych układów pomników papieskich - stojąca postać z pastorałem ubrana w strój pontyfikalny (w mitrze, albie i ornacie z paliuszem), błogosławiąca patrzących drugą, podniesioną ręką. Nietypowe natomiast dla papieskich monumentów jest znakomite oddanie twarzy Karola Wojtyły. Posąg wysokości ok. 3 m wykonano z brązu, odlał go Mariusz Wasilewski. Kilkupoziomowy postument, na którym stoi figura ma wysokość 1,85 m i pokrywa go okładzina z czerwonego granitu. Na postumencie umieszczono medalion Wielkiego Jubileuszu Chrześcijaństwa. 
Uroczystość odsłonięcia miała miejsce 1 października 2000 roku, brało w nich udział 6 senatorów i posłów RP, władze wojewódzkie i samorządowe. Mszę świętą z tej okazji celebrował biskup Edward Białogłowski.  
Powstanie tego pomnika spotkało się z dość intensywną krytyką, ze względu na upamiętnienie żyjącego człowieka.
Pomnik w Leżajsku nie jest związany z żadną wizytą papieską w mieście, gdyż Jan Paweł II nie odwiedził go w czasie swoich pielgrzymek do ojczyzny, był tu dwukrotnie w 1958 i 1965, czyli przed swoim pontyfikatem.